# Giuseppe Mingione
Giuseppe Mingione (Caserta, 28 de agosto de 1972)  es un matemático y catedrático universitario italiano. 

## Biografía
Mingione estudió en la Universidad de Nápoles Federico II y desde 2006 es catedrático universitario en la Universidad de Parma.
Mingione es un experto en el cálculo de variaciones y ecuaciones en derivadas parciales. Hizo contribuciones a la teoría de la regularidad para ecuaciones elípticas y parabólicas, y a la teoría del potencial no lineal.
Ha sido galardonado con el Premio Caccioppoli 2010, la Medalla Stampacchia en 2006 y el Premio Bartolozzi en 2005. Mingione ha sido nominado en 2014 en la lista de Thomson Reuters y Clarivate Analytics Highly Cited Researchers.
Mingione ganó una beca del Consejo Europeo de Investigación (ERC) en 2007.